# Elisabeth Abegg

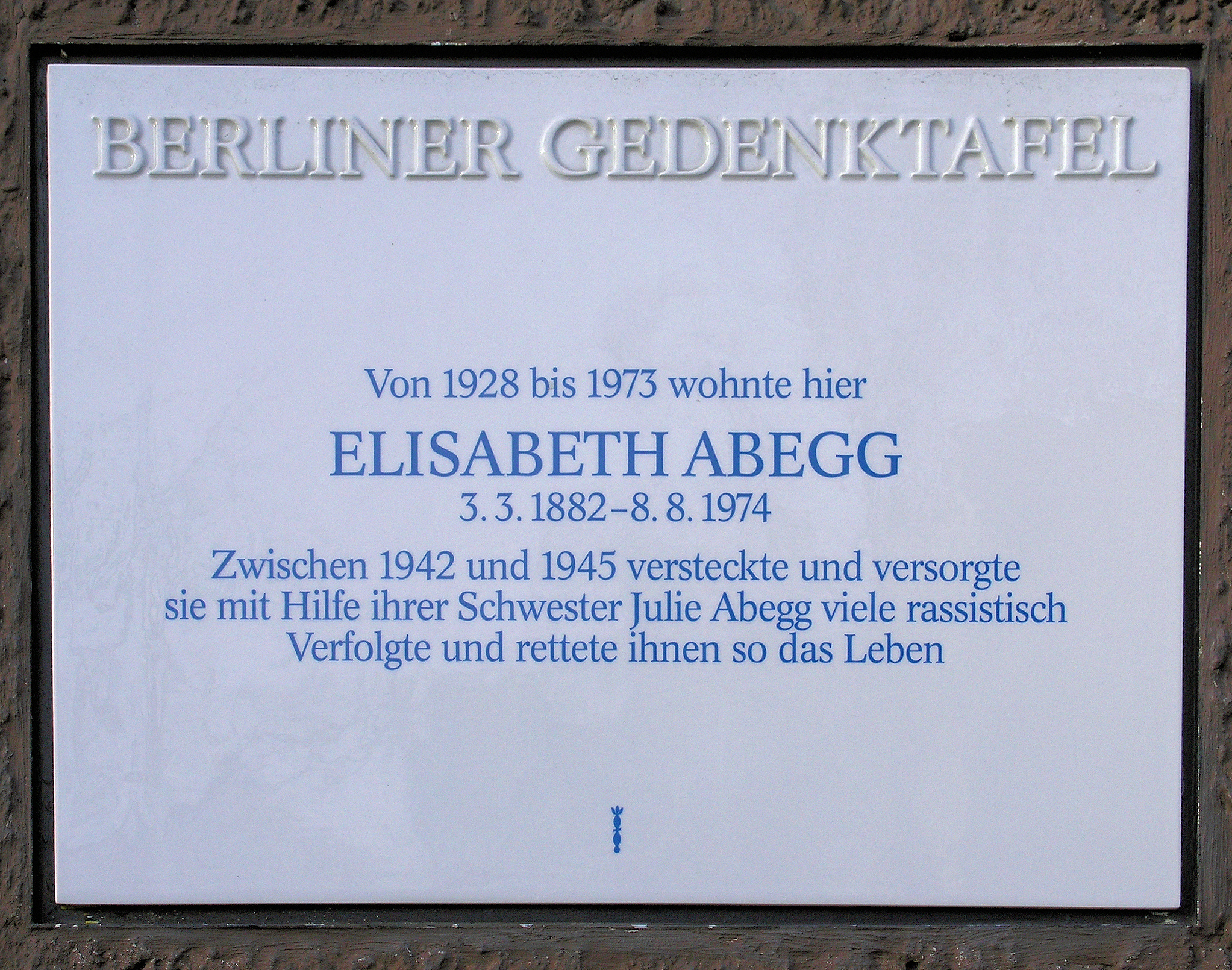
Berliner Gedenktafel am Haus Tempelhofer Damm 56, in Berlin-Tempelhof

Luise Wilhelmine Elisabeth Abegg (geboren 3. März 1882 in Straßburg, Deutsches Reich; gestorben 8. August 1974 in West-Berlin) war eine deutsche Pädagogin und Widerstandskämpferin gegen den Nationalsozialismus.

## Leben
Die Tochter des deutschen Juristen, Offiziers und Schriftstellers Johann Friedrich Abegg (1847–1923) und seiner Ehefrau Marie Caroline Elisabeth geb. Rähm wuchs im elsässischen Straßburg auf. Sie entstammt dem deutschen Ast des aus dem Raum Zürich stammenden Schweizer Geschlechts Abegg, der auf den Pfarrer Johann Jacob Abegg (1685–1744) aus Wiedikon zurückgeht. Sein Enkel Johann Friedrich Abegg (1765–1840), Theologieprofessor in Heidelberg, war aufgrund von Ahnenverlust ebenso ihr Urgroßvater wie dessen Neffe, der Strafrechtler Julius Abegg (1796–1868). Ihre Mutter war eine Nichte des Gynäkologen Heinrich Abegg (1826–1900) und eine Cousine ersten Grades des Politikers Wilhelm Abegg (1876–1951). Elisabeth Abeggs Vater war ein Cousin dritten Grades des Königsberger Polizeipräsidenten Bruno Abegg (1803–1848).
Elisabeth Abegg nahm nach dem Lehrerinnenseminar eine Hochschulausbildung auf. Zu dieser Zeit wurden Frauen gerade erst an den Universitäten zugelassen. An der Kaiser-Wilhelms-Universität Straßburg studierte sie – als eine der ersten Frauen in Deutschland überhaupt – ab 1912 Geschichtswissenschaft, Klassische Philologie und Romanistik. 1916 promovierte sie an der Universität Leipzig mit einer Arbeit zur Geschichte des italienischen Mittelalters zum Dr. phil. Ab 1924 war sie Studienrätin für Geschichte am Luisen-Oberlyzeum in Berlin-Moabit, der 1838 gegründeten ersten städtischen höheren Mädchenschule Berlins.
Die ledige Frau engagierte sich stark sozial und gesellschaftlich, u. a. in der Sozialen Arbeitsgemeinschaft Berlin-Ost. Die vom evangelischen Pfarrer Friedrich Siegmund-Schultze gegründete Organisation setzte sich für benachteiligte Jugendliche ein, vor allem für junge Frauen. Abegg war während der Weimarer Republik Mitglied der linksliberalen Deutschen Demokratischen Partei und pflegte zahlreiche Kontakte zu anderen demokratisch gesinnten Menschen.
1933 wehrte sich Elisabeth Abegg mit anderen Lehrerinnen und älteren Schülerinnen gegen die nationalsozialistischen Eingriffe am Luisen-Oberlyzeum und die Diskriminierung jüdischer Schülerinnen. 1935 wurde sie wegen der Verweigerung des Führereids als „politisch unzuverlässig“ eingestuft und ans Rückert-Gymnasium in Berlin-Schöneberg strafversetzt. Seit Mitte der 1930er Jahre hielt sie Verbindung zur linksliberalen Robinsohn-Strassmann-Gruppe. 1938 verhörte die Gestapo sie wegen der Unterstützung eines widerständigen Theologen. Wegen kriegskritischer und völkerverständigender Bemerkungen im Unterricht denunziert, wurde die Lehrerin 1941 zwangsweise in den Ruhestand versetzt. Etwa zu dieser Zeit trat sie nach einigen Jahren des Mitwirkens in der Religionsgemeinschaft den Quäkern bei.
Bereits in der frühen Zeit des Nationalsozialismus ab 1933 unterstützte Elisabeth Abegg mit ihren Vertrauten von den Nazis Verfolgte. Zur eigentlichen Initialzündung wurde aber die Deportation von Anna Hirschberg im Juli 1942. Ihre jüdische Freundin traute sich nicht zu, in der Illegalität zu leben, lehnte den angebotenen Beistand ab und wurde 1944 im KZ Auschwitz ermordet. Bestärkt wurde Abeggs Wille, zumindest Einzelne zu retten, durch das Hören englischer Rundfunksendungen im Haus von Richard Linde, dem Vater einer rebellischen Schülerin. Dadurch erfuhr sie von den Verbrechen in den besetzten Gebieten. Späteren eigenen Erinnerungen zufolge nahmen sie und ihre behinderte Schwester Julie insgesamt zwölf Personen in der Tempelhofer Dreieinhalbzimmer-Wohnung auf, in der auch ihre Mutter lebte. Einige illegal lebende Kinder erhielten hier Schulunterricht.
Die Schwestern versteckten hauptsächlich jüdische Menschen. Im Februar 1943 überredeten sie die Kindergärtnerin Liselotte Pereles und deren Pflegetochter Susanne Manasse, vor der drohenden Deportation unterzutauchen. Für die Flucht von Jizchak Schwersenz in die Schweiz verkaufte Elisabeth Abegg ihren eigenen Schmuck. Aber auch politisch Verfolgten wie Ernst von Harnack boten beide Unterkunft, Verpflegung, Kleidung, Geld und gefälschte Papiere. Zum Helferkreis gehörten u. a. die ehemalige Kollegin Elisabeth Schmitz, die früheren Schülerinnen Lydia Forsström und Hildegard Arnold-Knies sowie deren Tante Christine Engler, Bertha Becker (eine nichtjüdische Verwandte Manasses), Richard Linde sowie Quäkerfreunde. Kontakte außerhalb Berlins bestanden etwa zur Familie Bunke in Ostpreußen und der Schneiderin Margrit Dobbeck im Elsass. Zusammen unterstützten sie schätzungsweise 80 Menschen, von denen die meisten überlebten. Obwohl ihr Wirken unter den Augen der Nachbarn stattfand und einige davon aktive Nazis waren, wurden die Hilfeleistungen von Elisabeth Abegg weder entdeckt noch verraten.
Nach dem Zweiten Weltkrieg war Abegg bis zur regulären Pensionierung wieder als Lehrerin tätig, trat in die SPD ein und engagierte sich in der Berliner Quäkerbewegung. Hier gehörte sie zu den deutschen Mitgründern des Nachbarschaftsheims Mittelhof e. V. in Berlin-Zehlendorf. Die 1947 auf Initiative US-amerikanischer Quäker aufgebaute Einrichtung sollte einen sozial-kulturellen Beitrag zur Demokratisierung Deutschlands leisten.

## Ehrungen
- Bundesverdienstkreuz am Bande (27. Februar 1957)[12]
- Gerechte unter den Völkern (23. Mai 1967)[10]
- Berliner Gedenktafel am Tempelhofer Damm 56 (9. November 1991)
- Elisabeth-Abegg-Straße in Moabit (20. Dezember 2004)[5][6][9]